# Dikaiofilace
Il dikaiofilace, oppure dicaiofilace (in greco δικαιοφύλαξ?, cioè "guardiano delle leggi"), era un incarico giudiziario bizantino in uso dall'XI al XV secolo.
Si ha la prima testimonianza del conferimento dell'incarico già nella metà dell'XI secolo, sia a Costantinopoli che nelle province imperiali. Il dikaiofilace si occupava di cause ecclesiastiche e doveva avere una buona conoscenza del diritto civile bizantino e del diritto canonico.
Inizialmente erano dikaiofilaci sia i laici che gli ecclesiastici, ma a partire dal regno dell'imperatore Michele VIII Paleologo l'incarico fu detenuto solamente dai chierici.
Il dikaiofilace più noto è Teodoro Scutariote, nominato tale dopo la riconquista di Costantinopoli da parte di Michele VIII. Dopo lo Scutariote, i dikaiofilaci detennero, in più, un incarico ecclesiale parte degli exokatakoiloi e vennero ricordati con quest'ultimo titolo.